# 黃幡神

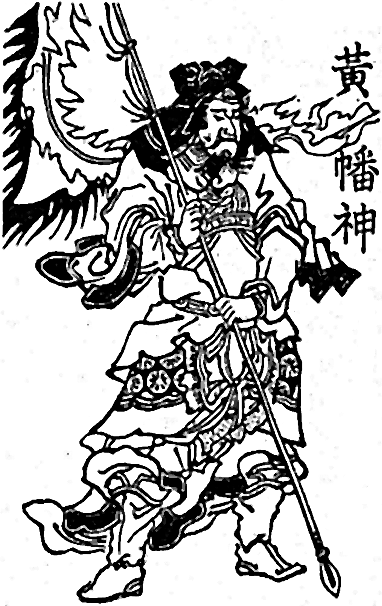
柄澤照覺所繪《安部晴明簠簋内傳圖解》的黃幡神

黃幡神（或）為日本民間信仰、九曜之一的神祇「羅睺」，一般在聚落村莊中心、村內外的叉路或三叉口以石碑的型態立祀，屬於道祖神的一種。

## 概要與解說
雖然現在黃幡神以道祖神之型態成為日本民間信仰，但來源乃印度神話裡的蛇神羅睺。傳說當羅睺吞食日月時便發生日蝕、月蝕，佛教傳入日本後神佛習合，便與引起日蝕的素戔嗚尊相互習合。再者，習合的結果導致該神明與密宗具有深切關係，一般視之為摩利支天王。
此外，黃幡神也是司掌方位吉凶的八將神（はっしょうじん）之一，別名為「萬物之墓之方」和「兵亂之神」。在此方位若是動土等事項則為凶，與武藝相關之事物則為吉。

### 種類
雖然黃幡神神像外觀酷似道祖神，也能區分成下述的種類：
1. 文字黃幡神：石碑上以漢字或梵語刻有「羅睺」、「黃幡」等相關字句。
2. 蛇頭黃幡神：以不動明王憤怒貌顯現，頭部則為九頭蛇，其原型來自羅睺。
3. 日月黃幡神：在羅睺、黃幡神的上下左右刻上太陽、月亮等文字或圖案，此種神像乃是素戔嗚尊相互神佛習合下的產物。
4. 蛇形黃幡神：神像型態以蛇顯現，有人說原型來自羅睺，也有人認為其半身源自計都。
5. 混合黃幡神：前述種類混合在一起的黃幡神神像。

## 其他
中國四大名著《水滸傳》裡有個角色名曰「卓萬里」，人稱黃幡神，乃方蠟麾下頭領。官拜潤州統制官，後被孔明、孔亮所擒。

## 信仰
在日本主祀黃幡神的神社主要有下列：
- 大將軍八神社（京都府京都市上京區）

## 內部連結
- 羅睺
- 九曜
- 素戔嗚尊
- 八將神

## 外部連結
- （日語）国立国会図書館：暦の中のことば方位神。